# Chica Loca
Chica Loca è l'undicesimo singolo della cantante rumena Antonia Iacobescu nonché il primo del 2015. È stato pubblicato il 15 gennaio 2015 contemporaneamente sia sul canale ufficiale YouTube dell'artista che su quello dell'etichetta discografica Roton, con annesso videoclip ufficiale.

## Brano e video
Il brano è prodotto dal duo Play & Win e composto da Sebastian Barac, Radu Bolfea, Marcel Botezan, Erin Beck, Georgia Ku Overton, mentre il videoclip è stato rilasciato sotto l'etichetta discografica Roton, è stato diretto da Iulian Moga e vede protagonista la vita di un ragazzo che si contrappone alle immagini della cantante. Il giovane si alza la mattina per andare a lavorare come lavapiatti in un ristorante, venendo redarguito un po' da tutto il personale per il ritardo.
Mentre è fuori a fumare durante una breve pausa vede un gruppo di ragazzi entrare in un appartamento di fianco e li segue.
Vedendoli danzare si fa coinvolgere e inizia a ballare con loro scatenandosi.
Il teaser del videoclip è stato pubblicato il 9 gennaio 2015.